# Cresta mammaria

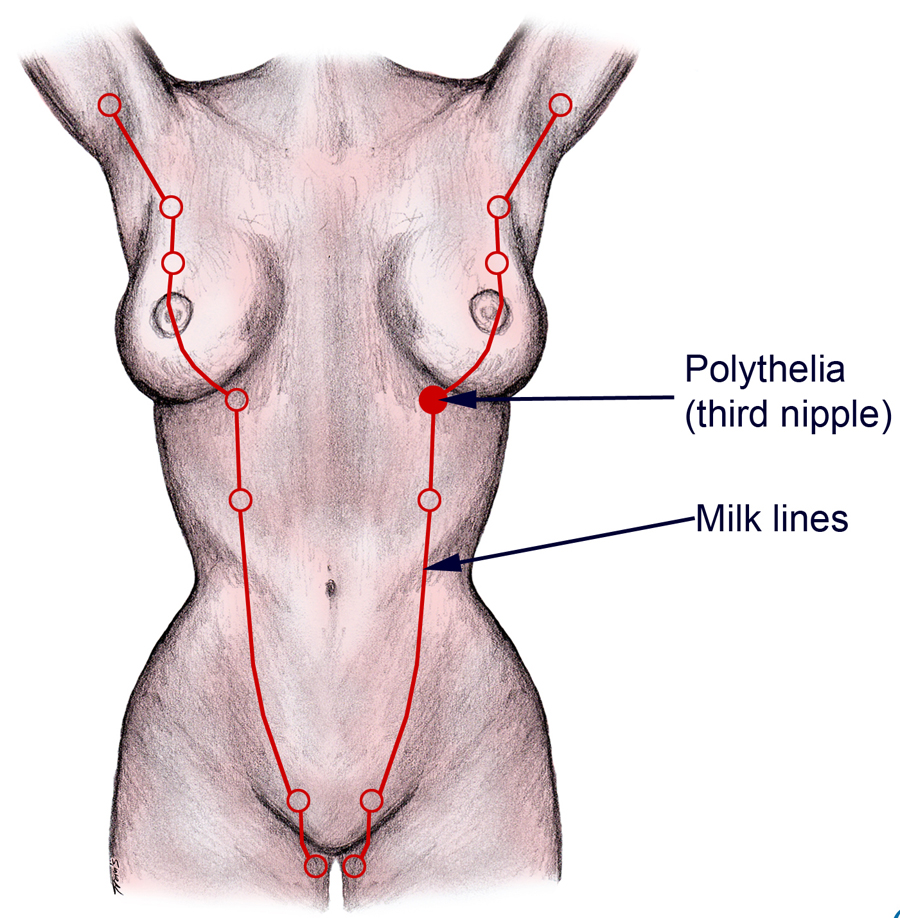
Linee del latte naturale nel corpo umano.

La cresta mammaria, chiamata anche "cresta lattea", "linea lattea", "linea del latte" o "linea mammaria", è un ispessimento ectodermico della pelle che compare per la prima volta nell'embrione, lungo il quale le ghiandole mammarie successivamente si sviluppano, che va in ambo i lati dalle ascelle all'inguine delle donne.

## Sviluppo
La cresta mammaria rappresenta la fase primordiale dello sviluppo della ghiandola mammaria, ed è associata allo sviluppo del seno.
Nell'embriologia umana la cresta mammaria di solito appare come un microscopico ispessimento ectodermico stretto durante le prime sette settimane di gravidanza e cresce in direzione caudale come una cresta lineare stretta. In molti mammiferi, queste ghiandole appaiono per prima come creste rialzate lungo la linea lattea, che poi si separano in gettoni individuali situati nelle regioni laterali alla linea mediana ventrale. La collocazione di questi gettoni varia a seconda delle specie: si trovano nella regione toracica nei primati, nella zona inguinale degli ungulati e lungo tutta la lunghezza del tronco nei roditori e nei suini.
Negli esseri umani, le linee del latte formano come ispessimenti nelle epidermide della cresta mammaria, lungo la superficie anteriore di entrambi i sessi. Le linee di latte appaiono nella settima settimana dello sviluppo embrionale prima della differenziazione sessuale umana, ciò spiega perché anche i maschi hanno i capezzoli. La maggior parte degli esseri umani ha due capezzoli, ma in alcuni casi si possono sviluppare più di due. Questi capezzoli supplementari di solito crescono lungo la linea di latte; questo fenomeno è chiamato polimastia.